# Xysticus coloradensis
Xysticus coloradensis là một loài nhện trong họ Thomisidae.
Loài này thuộc chi Xysticus. Xysticus coloradensis được Elizabeth Bangs Bryant miêu tả năm 1930.